# Обобщённый принцип неопределённости
Обобщённый принцип неопределённости — собирательное наименование гипотетических обобщений принципа неопределённости, учитывающих влияние гравитационных взаимодействий на максимально достижимую точность измерения физических величин.
Из гипотезы обобщённого принципа неопределённости следует, что существует абсолютный минимум неопределённости положения любой частицы, предположительно порядка планковской длины. Поэтому она играет важную роль в теориях квантовой гравитации и теории струн, предполагающих существование минимального масштаба расстояний.
К простейшему варианту обобщённого принципа неопределённости можно прийти в мысленном эксперименте микроскоп Гейзенберга 
по измерению координаты частицы при помощи учёта гравитационного взаимодействия фотона и наблюдаемой частицы
В рациональной системе единиц он задаётся неравенством, связывающим неопределённость координаты {\displaystyle \Delta x}, неопределённость импульса {\displaystyle \Delta p} и ньютоновскую гравитационную постоянную {\displaystyle G}:
{\displaystyle \Delta x\geqslant {\frac {1}{\Delta p}}+G\Delta p}
К другим вариантам обобщённого принципа неопределённости можно прийти в мысленном эксперименте по измерению площади
видимого горизонта чёрной дыры или в мысленном эксперименте с микроскопическими чёрными дырами.

## Наблюдаемые следствия
Если квантовые поправки, вносимые принципом обобщённой неопределённости, становятся существенными при энергиях, превышающих энергию электрослабого взаимодействия, то следствием его существования должно стать изменение термодинамических свойств компактных звёзд с двумя различными компонентами, радиусы компактных звёзд должны быть меньше,